# Дітер Ріттер фон Кліпштайн
Дітер Ріттер фон Кліпштайн (нім. Dieter Ritter von Klipstein) — німецький офіцер, обер-лейтенант люфтваффе. Кавалер Німецького хреста в золоті.

## Нагороди
- Медаль «У пам'ять 1 жовтня 1938» (9 жовтня 1939)
- Залізний хрест 2-го і 1-го класу
- Нагрудний знак зенітної артилерії люфтваффе (26 липня 1941)
- Медаль «За зимову кампанію на Сході 1941/42» (23 вересня 1942)
- Нагрудний знак «За поранення» в чорному (23 вересня 1942)
- Нагрудний знак люфтваффе «За наземний бій» (30 вересня 1942)
- Німецький хрест в золоті (2 грудня 1942) — як обер-лейтенант 1-го дивізіону 25-го зенітного полку.
- Орден «За військові заслуги» (Болгарія) 5-го класу (3 березня 1943)
- Орден Зірки Румунії 1-го класу
- Орден Корони Румунії, офіцерський хрест
- Кримський щит (20 березня 1943)
- Медаль «Хрестовий похід проти комунізму» (Румунія) (19 липня 1943)